# 11245 Hansderijk
A 11245 Hansderijk (ideiglenes jelöléssel 3100 T-3) a Naprendszer kisbolygóövében található aszteroida. Cornelis Johannes van Houten,  Ingrid van Houten-Groeneveld és Tom Gehrels fedezte fel 1977. október 16-án.